# Scheer
Scheer è un comune tedesco di 2 544 abitanti,, situato nel land del Baden-Württemberg.